# Stigmatoechos arctica
Stigmatoechos arctica is een mosdiertjessoort uit de familie van de Stigmatoechidae. De wetenschappelijke naam van de soort is voor het eerst geldig gepubliceerd in 1946 door Kluge.